# Konrad Kraemer
Konrad Wilhelm Kraemer (* 31. August 1926 in Bocholt; † 16. März 1991 in Bergisch Gladbach) war ein deutscher Journalist und Politiker der CDU. 

## Leben
Nach Krieg und Gefangenschaft studierte er von 1948 bis 1954 an den Universitäten Münster, Sheffield/England und Notre Dame/USA Philologie mit den Nebenfächern Politikwissenschaft, Publizistikwissenschaft, Philosophie und Pädagogik war er bereits in den 1950er Jahren Mitglied des Rates der Stadt Münster. Aufgrund seiner beruflichen Tätigkeit kam er in den Rheinisch-Bergischen Kreis. Er war nach einer längeren Redakteurs-Tätigkeit für die Westfälischen Nachrichten und einer kürzeren als Chefredakteur der Freies Fernsehen GmbH von 1961 bis 1984 Chefredakteur der Katholischen Nachrichtenagentur (KNA) in Bonn.
Von 1964 bis 1989 war er Kreistagsabgeordneter im Rheinisch-Bergischen Kreis. Vom 1. Februar 1968 bis zum 31. August 1989, seinem 63. Geburtstag, war er ehrenamtlicher Landrat. Mit fast 22 Dienstjahren war er der am zweitlängsten amtierende Landrat in Nordrhein-Westfalen. Die nach 1946 von der britischen Militärregierung initiierte Kreisordnung für Nordrhein-Westfalen gestattete bis 1994 eine unbegrenzte Wiederwahl der damals noch ehrenamtlich tätigen Landräte.
In Kraemers Zeit als politischer Repräsentant des Kreises gab es nur zwei Oberkreisdirektoren als Leiter der Kreisverwaltung. In Kraemers Amtszeit fiel 1971 der Umzug der Kreisverwaltung in das neue Kreishaus in Bergisch Gladbach, dessen Bau schon unter seinem Vorgänger Hubert Görg begonnen worden war. Viel einschneidender war die kommunale Neuordnung zum 1. Januar 1975 aufgrund des Köln-Gesetzes. Der Rheinisch-Bergische Kreis wurde vollständig verändert, wie dies im Artikel über den Kreis dargestellt ist.
Kraemer übernahm zahlreiche Ehrenämter in berufsständischen Organisationen und war aufgrund seines politischen Wirkens u. a. 
- Präsident der Katholischen Elternschaft Deutschlands von 1973 bis 1976[4]
- Mitglied und stellvertretender Vorsitzender der Landschaftsversammlung des Landschaftsverbandes Rheinland (LVR)
- Vorsitzender des Kulturausschusses des LVR
- Vorsitzender des Zweckverbandes Naturpark Bergisches Land
- Vorsitzender des Verwaltungsrates der Kreissparkasse Köln (alternierend mit den Landräten der anderen Trägerkreise)

Kraemer war ein besonderer Förderer der Kultur wie etwa der Bergisch-Schlesischen Musiktage. Der Rheinisch-Bergischer Kreis benannte nach ihm den Dr. Konrad Kraemer-Kulturpreis. Er war ein engagierter Verfechter der ehrenamtlichen Tätigkeit in Politik und Gesellschaft.

## Ehrungen und Auszeichnungen
1978 wurde er mit dem Verdienstorden der Bundesrepublik Deutschland (Verdienstkreuz 1. Klasse) ausgezeichnet. Der Rheinisch-Bergische Kreis verlieh ihm den Goldenen Ehrenring, das Land Nordrhein-Westfalen verlieh ihm 1988 den Verdienstorden.
Eine außergewöhnliche Ehrung erfolgte durch die Grafschaft Cumbria, dem Partner des Rheinisch-Bergischen Kreises im Vereinigten Königreich. Anlässlich der Verabschiedung Kraemers, der die Partnerschaft sehr gefördert hatte, wurde im Kreishaus in Kendal ein Konferenzraum als Kraemer-Room benannt.